# Quadriforça
En la teoria especial de la relativitat, la quadriforça és un vector de quatre que substitueix la força clàssica.

## En relativitat especial
La força de quatre es defineix com la velocitat de canvi en el moment de quatre d'una partícula respecte al temps propi de la partícula. Per tant:
{\displaystyle \mathbf {F} ={\mathrm {d} \mathbf {P}  \over \mathrm {d} \tau }.}Per a una partícula de massa invariant constant {\displaystyle m>0}, l'impuls de quatre ve donat per la relació {\displaystyle \mathbf {P} =m\mathbf {U} }, on {\displaystyle \mathbf {U} =\gamma (c,\mathbf {u} )} és la de quatre velocitats. En analogia amb la segona llei de Newton, també podem relacionar la força de quatre amb l'acceleració de quatre, {\displaystyle \mathbf {A} }, per equació:
{\displaystyle \mathbf {F} =m\mathbf {A} =\left(\gamma {\mathbf {f} \cdot \mathbf {u}  \over c},\gamma {\mathbf {f} }\right).}Aquí
{\displaystyle {\mathbf {f} }={\mathrm {d}  \over \mathrm {d} t}\left(\gamma m{\mathbf {u} }\right)={\mathrm {d} \mathbf {p}  \over \mathrm {d} t}}i
{\displaystyle {\mathbf {f} \cdot \mathbf {u} }={\mathrm {d}  \over \mathrm {d} t}\left(\gamma mc^{2}\right)={\mathrm {d} E \over \mathrm {d} t}.}on {\displaystyle \mathbf {u} }, {\displaystyle \mathbf {p} } i {\displaystyle \mathbf {f} } són vectors de 3 espais que descriuen la velocitat, el moment de la partícula i la força que hi actua respectivament; i E és l'energia total de la partícula.

## Incloent les interaccions termodinàmiques
De les fórmules de la secció anterior es desprèn que la component temporal de la força de quatre és la potència gastada, {\displaystyle \mathbf {f} \cdot \mathbf {u} }, a part de les correccions relativistes {\displaystyle \gamma /c}. Això només és cert en situacions purament mecàniques, quan els intercanvis de calor s'esvaeixen o es poden descuidar.
En el cas termomecànic complet, no només el treball, sinó també la calor contribueix al canvi d'energia, que és la component temporal del covector d'energia-impuls. La component temporal de la força de quatre inclou en aquest cas una velocitat d'escalfament {\displaystyle h}, a més del poder {\displaystyle \mathbf {f} \cdot \mathbf {u} }. Tingueu en compte que el treball i la calor no es poden separar significativament, però, ja que tots dos porten inèrcia. Aquest fet s'estén també a les forces de contacte, és a dir, al tensor tensió-energia-moment.
Per tant, en situacions termomecàniques la component temporal de la força de quatre no és proporcional a la potència {\displaystyle \mathbf {f} \cdot \mathbf {u} } però té una expressió més genèrica, a donar cas per cas, que representa l'oferta d'energia interna a partir de la combinació de treball i calor, i que en el límit newtonià esdevé {\displaystyle h+\mathbf {f} \cdot \mathbf {u} }.

## En la relativitat general
En la relativitat general, la relació entre les quatre forces i les quatre acceleracions segueix sent la mateixa, però els elements de les quatre forces es relacionen amb els elements del quatre impuls mitjançant una derivada covariant respecte al temps propi.
{\displaystyle F^{\lambda }:={\frac {DP^{\lambda }}{d\tau }}={\frac {dP^{\lambda }}{d\tau }}+\Gamma ^{\lambda }{}_{\mu \nu }U^{\mu }P^{\nu }}A més, podem formular força utilitzant el concepte de transformacions de coordenades entre diferents sistemes de coordenades. Suposem que coneixem l'expressió correcta de la força en un sistema de coordenades en què la partícula està momentàniament en repòs. Aleshores podem realitzar una transformació a un altre sistema per obtenir l'expressió de força corresponent. En la relativitat especial la transformació serà una transformació de Lorentz entre sistemes de coordenades que es mouen amb una velocitat relativa constant, mentre que en la relativitat general serà una transformació de coordenades generals.